# متغير العملية
متغير العملية (بالإنجليزية: Process variable)‏، قيمة العملية، أو معامل العملية هي القيمة التي يتم قياسها في عملية يتم التحكم بها أو في عملية يتم مراقبتها. مثل درجة الحرارة الفرن حيث تعتبر درجة الحرارة الحالية هي متغير العملية، أما درجة الحرارة المرغوبة تسمى القيمة المستهدفة (بالإنجليزية: Setpoint)‏
يختصر مصطلح متغير العملية عادةً و يشار إليه بـ PV، أما القيمة المستهدفة فتختصر و يشار إليها بـ SP .

## الاستخدام في نظام تحكم

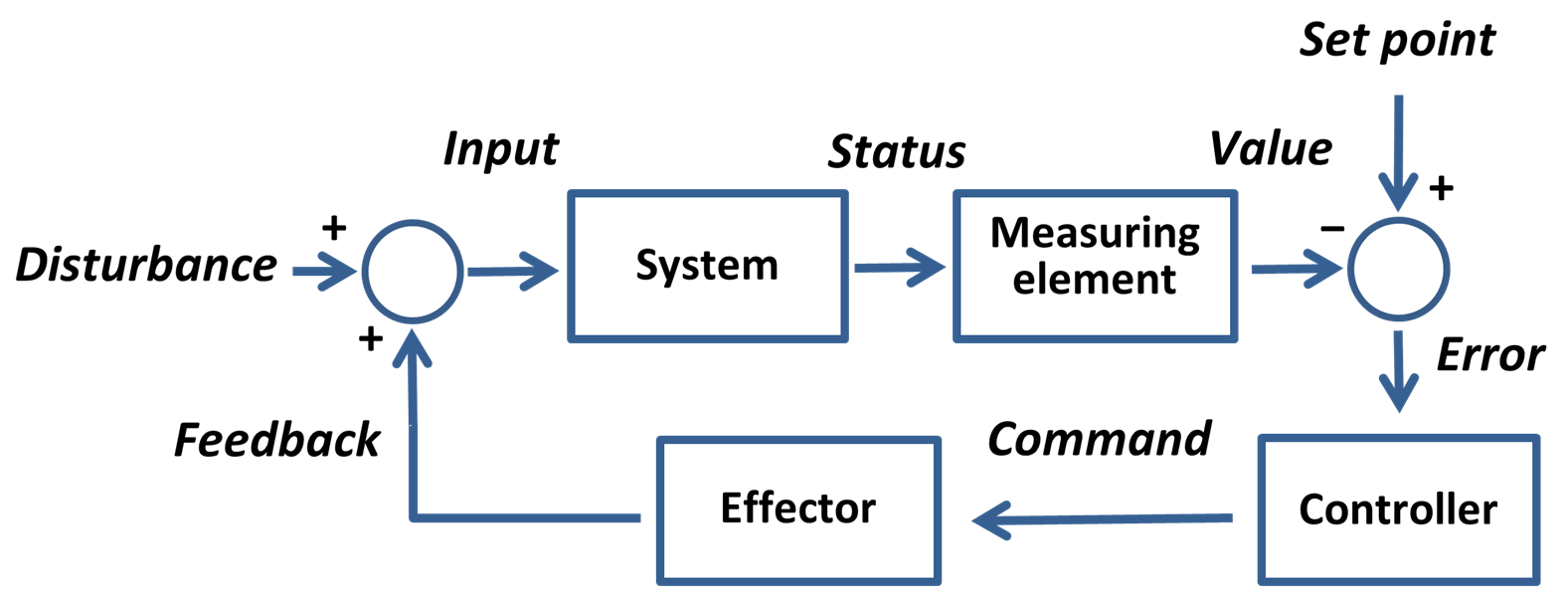
مخطط كتلة نظام التحكم في ردود الفعل السلبية يستخدم للحفاظ على PV = SP

قياس متغيرات العملية في أنظمة التحكم هو الأهم للتحكم في عملية ما. يتم مراقبة قيمة متغير العملية باستمرار لتنفيذ ما يلزم للتحكم.
هناك أربع متغيرات تقاس بشكل شائع تؤثر على العمليات الفيزيائية و الكيميائية وهي: الضغط، الحرارة، المستوى، و السريان. هناك عدد كبير من وحدات القياس تستخدم نظام الوحدات الدولي SI في القياسات الدولية.
نسبة الخطأ بين SP-PV تستخدم لتطبيق تحكم على عملية ما حتى تتساوى قيمة PV مع قيمة SP . استخدام تقليدي لذلك موجود في المتحكم التناسبي التكاملي التفاضلي.